# Cancer (песня My Chemical Romance)
Cancer (Рак) — баллада американской рок-группы My Chemical Romance. Это восьмой трек их третьего студийного альбома The Black Parade. Альбом был выпущен 23 октября 2006 года.

## Состав
- Джерард Уэй — вокал
- Боб Брайар — барабаны
- Фрэнк Айеро — гитара, бэк-вокал
- Рэй Торо — бас-гитара, бэк-вокал
- Майки Уэй — тамбурин
- Роб Кавалло[англ.] — фортепиано
- Джейми Муоберак[англ.] — орган
- Дэвид Кэмпбелл – струнные и духовые аранжировки

## Кавер Twenty One Pilots
Американская музыкальная группа Twenty One Pilots записала кавер на песню «Cancer» для Британского музыкального журнала Rock Sound в 2016 году для альбома «Rock Sound Presents: The Black Parade». Полная версия данного трека вышла 14 сентября 2016 года.